# Takalcitol
Takalcitol (1,24-dihidroksivitamin D3) je sintetički analog vitamina D3. Takalcitol je u prodaji pod mnoštvom naziva, uključujući Curatoderm i Bonalfa.

## Mehanizam
Takalcitol redukuje prekomerni obrt ćelija u pokožici putem interakcije sa receptorima vitamina D na keratinocitima.

## Upotreba
On se koristi za tretman psorijaze, hronično ispucalih usni i drugih stanja prekomerno suve kože zbog njegove sposobnosti da redukuje prekomerni obrt ćelija kože. On je dostupan u obliku ulja i losiona.
On se takođe koristi za vitiligo i Hejli-Hejli bolest.

## Spoljašnje veze
|  | Molimo Vas, obratite pažnju na važno upozorenje u vezi sa temama iz oblasti medicine (zdravlja). |